# Giełda pomysłów
Giełda pomysłów – stanowi odmianę metod problemowych i należy do grupy metod gier dydaktycznych. Nazywana jest także burzą mózgów. Ma ona na celu zachęcanie uczniów do wymyślania śmiałych pomysłów, dotyczących rozwiązania zadania czy problemu, do wysuwania hipotez.
Metoda ta ma na celu wynalezienie jak najwięcej twórczych pomysłów, często niepowtarzalnych i zaskakujących zgodnie z zasadą, iż pierwsza myśl jest zawsze najlepsza. Po zebraniu wszystkich pomysłów zostają one przedstawione grupie i poddawane są ocenie. Omawiana metoda traktowana jest jako metoda odroczonej oceny. Oparta jest na intuicji oraz wyobraźni, a także na poniższych ogniwach:
- wytwarzanie sytuacji problemowej,
- wytwarzanie pomysłów,
- sprawdzanie, wartościowanie i wybór najlepszych pomysłów.

Po raz pierwszy metodę „giełda pomysłów” zastosował A. F. Osborne w 1939 roku. Została szeroko przyjęta i cieszyła się dużym zainteresowaniem.